# Lalgudi
Lalgudi è una suddivisione dell'India, classificata come town panchayat, di 21.204 abitanti, situata nel distretto di Tiruchirappalli, nello stato federato del Tamil Nadu. In base al numero di abitanti la città rientra nella classe III (da 20.000 a 49.999 persone).

## Geografia fisica
La città è situata a 10° 52' 0 N e 78° 49' 60 E e ha un'altitudine di 56 m s.l.m..

## Società

### Evoluzione demografica
Al censimento del 2001 la popolazione di Lalgudi assommava a 21.204 persone, delle quali 10.598 maschi e 10.606 femmine. I bambini di età inferiore o uguale ai sei anni assommavano a 2.020, dei quali 1.040 maschi e 980 femmine. Infine, coloro che erano in grado di saper almeno leggere e scrivere erano 17.116, dei quali 9.087 maschi e 8.029 femmine  .